# 김장호 (정치인)
김장호(金璋鎬, 1969년 3월 11일~)는 대한민국의 정치인이다. 제22대 경상북도 구미시장이다.

## 학력
- 경북대학교사범대학부설고등학교 졸업
- 경북대학교 경제학 학사
- 한국개발연구원 국제정책대학원 정책학 석사
- 오하이오주립대학교 공공정대학원 공공정책학 석사

## 경력
- 제1회 지방행정고시 합격
- 구미시청 정보통신과장
- 경상북도청 투자유치과장
- 경상북도청 새경북기획단장
- 경상북도 울진군 부군수
- 경상북도청 미래전략기획단장
- 행정안전부 교부세과장
- 행정자치부 재정정책과장
- 청와대비서실 행정자치비서관실 행정관
- 국토교통부 혁신도시발전추진단 지원국장
- 경상북도청 기획조정실장
- 경상북도청 통합신공항추진지원반장
- 제20대 대통령선거 국민의 윤석열 후보 중앙선거대책위원회 직능총괄본부 특별위원회 경제산업특보
- 2022. 7.~ 제22대 경상북도 구미시장(민선 8기)

## 전과
- 도로교통법위반(음주운전): 벌금 1,500,000원 - 2004년 11월 4일 선고[1]

## 역대 선거 결과
| 실시년도 | 선거      | 대수 | 직책 | 선거구      | 정당     | 득표수   | 득표율          | 순위 | 당락 | 비고           |
| -------- | --------- | ---- | ---- | ----------- | -------- | -------- | --------------- | ---- | ---- | -------------- |
| 2022년   | 지방 선거 | 22대 | 시장 | 경북 구미시 | 국민의힘 | 99,751표 | \| \| 70.29% \| | 1위  |      | 초선, 민선 8기 |
|          | 70.29%    |      |      |             |          |          |                 |      |      |                |